# Kościół poewangelicki w Ostrowitem
Kościół poewangelicki w Ostrowitem – dawna świątynia protestancka znajdująca się we wsi Ostrowite, w powiecie golubsko-dobrzyńskim, w województwie kujawsko-pomorskim. Ostrowicka parafia wchodziła w skład superintendentury Wąbrzeźno Ewangelickiego Kościoła Unijnego.
Kościół razem z pastoratem, obecnie pozbawiony swego pierwotnego wyposażenia i znajdujący się w złym stanie technicznym, wybudowany został w stylu neobarokowym po parcelacji byłej majętności ostrowickiej między majem 1907 a styczniem 1908 roku dla napływowych – w większości pochodzących z rosyjskiego Wołynia – kolonistów niemieckich wyznania ewangelickiego. Bezpośrednio przy świątyni znajdują się zabytkowe budynki mieszkalne i gospodarcze pastora i jego rodziny.